# Placówka Straży Granicznej I linii „Kąty Śląskie”

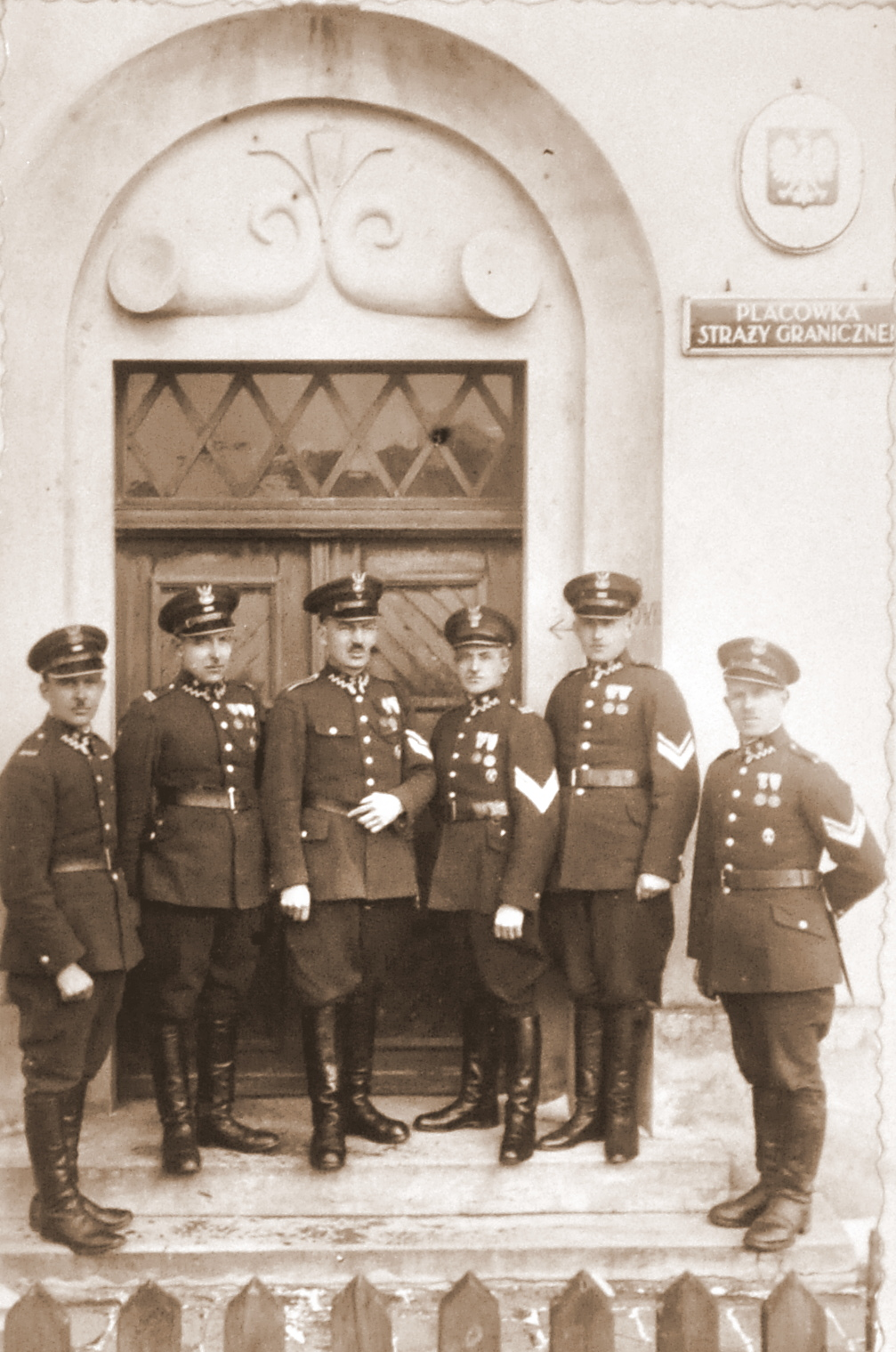
Obsada placówki „Kąty Śląskie” w 1933

Placówka Straży Granicznej I linii „Kąty Śląskie” – jednostka organizacyjna Straży Granicznej pełniąca służbę ochronną na granicy polsko-niemieckiej w okresie międzywojennym.

## Geneza
Na wniosek Ministerstwa Skarbu, uchwałą z 10 marca 1920 roku, powołano do życia Straż Celną. Od połowy 1921 roku jednostki Straży Celnej rozpoczęły przejmowanie odcinków granicy od pododdziałów Batalionów Celnych. W 1921 roku na terenie Cieszyna (wcześniej Konradowa) stacjonował sztab 2 kompanii 14 batalionu celnego. 2 kompania wystawiła placówkę w kątach Śląskich. Proces tworzenia Straży Celnej trwał do końca 1922 roku. Placówka Straży Celnej „Kąty Śląskie” weszła w podporządkowanie komisariatu Straży Celnej „Rybin” z Inspektoratu SC „Ostrów”.

## Formowanie i zmiany organizacyjne
W drugiej połowie 1927 roku przystąpiono do gruntownej reorganizacji Straży Celnej. W praktyce skutkowało to rozwiązaniem tej formacji granicznej.
Rozporządzeniem Prezydenta Rzeczypospolitej Polskiej Ignacego Mościckiego z 22 marca 1928 roku, do ochrony północnej, zachodniej i południowej granicy państwa, a w szczególności do ich ochrony celnej, powoływano z dniem 2 kwietnia 1928 roku  Straż Graniczną.
Od 1928 przy komisariacie SG „Gola” funkcjonował podkomisariat „Kobyla Góra”. Rozkazem organizacyjnym nr 2/28 z 7 lipca 1928 zlikwidowano komisariat SC „Rybin”, a jego placówki „Kąty Ślaskie” i „Rybin” przekazano do komisariatu SG „Bralin”, a w zasadzie do podkomisariatu „Kobylagóra”. 
Rozkazem nr 11 z 9 stycznia 1930 roku  o reorganizacji Wielkopolskiego Inspektoratu Okręgowego komendant Straży Granicznej płk Jan Jur-Gorzechowski ustalił numer i organizację samodzielnego już komisariatu SG „Kobyla Góra”. Placówka Straży Granicznej I linii „Kąty Śląskie” znalazła się w jego strukturze.

## Służba graniczna
Placówka w 1934 roku posiadała własny budynek skarbowy. W budynku zakwaterowana też była załoga placówki.
Sąsiednie placówki
- placówka Straży Granicznej I linii „Pawłów” ⇔ placówka Straży Granicznej I linii „Rybin” − 1930[10]

## Kierownicy/dowódcy placówki
| stopień    | imię i nazwisko   | okres pełnienia służby | kolejne stanowisko |
| ---------- | ----------------- | ---------------------- | ------------------ |
| przodownik | Wincenty Urbański | 11 XI 1934 –           |                    |